# Saqueo arqueológico en Irak
El saqueo arqueológico en Irak tuvo lugar después de la invasión de Irak liderada por Estados Unidos en el 2003. El caos que siguió a la guerra ha brindado la oportunidad de saquear todo lo que no se ha delimitado. El período comprendido entre el 8 de abril de 2003, cuando el personal dejó el Museo Nacional de Irak y el 16 de abril de 2003, cuando las fuerzas estadounidenses llegaron en número suficiente en ese momento desaparecieron unos 15 000 artefactos u objetos culturales.

## Historia
El saqueo de artefactos antiguos tiene una larga tradición. En el año 1884, se aprobaron leyes en el Mandato británico de Mesopotamia sobre el movimiento y la destrucción de antigüedades. Al final de la Primera Guerra Mundial, la Mesopotamia ocupada por los británicos había creado protecciones para los sitios arqueológicos donde el saqueo comenzaba a convertirse en un problema. Establecieron una prohibición absoluta de exportar antigüedades. El Museo Británico fue responsable del patrimonio y los museos de Irak durante ese período de tiempo. Gertrude Bell, conocida por dibujar las fronteras de Irak, excavó muchos yacimientos arqueológicos y creó lo que hoy es el Museo Nacional de Irak.
A mediados de la década de 1920, el mercado negro de antigüedades estaba creciendo y el saqueo comenzó en todos los lugares donde se podían encontrar antigüedades. Después de que Irak se independizara del Reino Unido, se levantó la prohibición absoluta de las exportaciones de antigüedades. Hasta mediados de la década de 1970, Irak fue uno de los pocos países que no prohibió el comercio exterior de antigüedades. Esto hizo que Irak fuera atractivo para los saqueadores y coleccionistas del mercado negro de todo el mundo. El resultado de la [[primera guerra del Golfo fue que al menos 4000 artefactos fueron saqueados de de Irak. Las revueltas que siguieron a la guerra también dieron como resultado de que 9 de los 13 museos regionales fueran saqueados y quemados. Esto fue solo una adelanto de lo que una vez más sucedería después de la guerra de 2003, tras la que el saqueo arqueológico se ha convertido en un problema aún mayor. Aunque algunos lugares patrimonio de la Humanidad, como Ur y Nippur, estaban oficialmente protegidos por las fuerzas de los Estados Unidos y la Coalición, la mayoría no lo estaban.
Sadam Husein atesoró inmensamente la herencia nacional y actuó para defender estos lugares y los objetos dentro de ellos. Hussein llegó al poder en 1979 como el quinto presidente de Irak. Creía que el pasado de Irak era importante para su campaña nacional y su régimen duplicó el presupuesto nacional para la arqueología y el patrimonio, creando museos y protegiendo lugares en todo Irak. No fue hasta que el partido de gobierno (Partido Baath) se encontró bajo presión en la década de 1990 cuando tomó medidas sobre el problema del saqueo en Irak. Para el año 2000, el saqueo se había vuelto tan evidente que los trabajadores de los sitios incluso saqueaban sus propios lugares de trabajo. Después de la caída del gobierno de Husein el 9 de abril de 2003, los yacimientos arqueológico quedaron completamente abiertos al saqueo.

## Falta de protección antes de la invasión de 2003
Antes de la invasión de Irak por las fuerzas de los Estados Unidos y la Coalición, el gobierno de los Estados Unidos creó un plan de posguerra para Irak. Los Estados Unidos han sido fuertemente criticados en los medios digitales y escritos por no planificar adecuadamente la protección para la cultura y las antigüedades. Según Lawrence Rothfield, exdirector del Centro de Políticas Culturales de la Universidad de Chicago y profesor asociado de filología inglesa y literatura comparada, no se impidió este saqueo del Museo Nacional de Irak y de cientos de yacimientos arqueológico en todo el país. En el momento de la planificación de la guerra, era el Secretario de Defensa Donald Rumsfeld quien decidió una rápida invasión con menos tropas, lo que resultó en una protección inadecuada de los edificios y sitios culturales .
Las tropas y los comandantes estadounidenses no dieron prioridad a la seguridad del patrimonio cultural de Irak. El preservar la paz era visto como un trabajo menor a la lucha física en combate y la suspensión por parte del presidente Bush de las políticas del expresidente Clinton para el mantenimiento de la paz no sólo respaldaba esta idea sino que también hacía que los deberes de los Estados Unidos para restablecer el orden público no estuvieran claros. Las tropas estadounidenses en Irak no confiaban en el poder iraquí, por lo que, en lugar de usar y entrenar a la policía iraquí, el ejército de los Estados Unidos se hizo cargo de los asuntos de la seguridad y de la policía. Esencialmente, los Estados Unidos actuarían como fuerzas de paz para entrenar al ejército nacional y a la fuerza policial. Los equipos de las Fuerzas Especiales trabajaron con los señores de la guerra regionales para mantener el control de sus territorios. Se ha comprobado que permitir que los señores de la guerra vigilen sus propias áreas es un plan desastroso en particular para los sitios arqueológicos]].
Arthur Houghton tenía interés y cierta experiencia en el patrimonio cultural y fue uno de los primeros en preguntarse cuál era el plan para antes de la guerra para la cultura iraquí. Trabajó en el Departamento de Estado de los Estados Unidos como oficial del servicio exterior, como analista de políticas internacionales para la Casa Blanca y también trabajó en una curadora del Museo Getty. A finales de la primavera de 2002, Houghton fue contactado por Ashton Hawkins, exvicepresidente ejecutivo y abogado de los fideicomisario del Museo Metropolitano, y se le pidió que averiguara qué estaban haciendo los funcionarios para asegurar el patrimonio cultural en la próxima guerra en Irak. Houghton no pudo encontrar a nadie designado con la tarea de proteger y preservar la cultura de Irak.
Había habido un proyecto secreto del Futuro de Irak desde octubre de 2001, con autorización del Pentágono. Sin embargo, incluso en este proyecto, ninguna persona específica había asumido la responsabilidad de la cultura. Incluso las organizaciones arqueológicas de los EE. UU. no habían notado el problema hasta finales de 2002. Del mismo modo, cuando la Agencia de los Estados Unidos para el Desarrollo Cultural (USAID) se reunió con un estimado de 150 ONG, ninguna de ellas mencionó la protección del patrimonio cultural. La UNESCO, de hecho, después de la Guerra del Golfo de 1991, intentó ir a Irak y evaluar los daños en el  patrimonio cultural, pero no se le permitió ingresar al país. La UNESCO luego se enfocó, durante la siguiente década, en la reconstrucción después del hecho en lugar de medidas de prevención.
Dentro de las fuerzas armadas de los EE. UU., las fuerzas de Asuntos civiles (CA) eran importantes para la protección de la cultura y, como eran en su mayoría reservistas, incluían expertos en una variedad de áreas, incluida la arqueología. El plan era difundir la experiencia entre las fuerzas de combate para advertirles de los sitios culturales en el área. Sin embargo, las CA se quedaron fuera de la planificación previa a la guerra hasta enero de 2003, cuando era demasiado tarde para ser de gran ayuda. Las CA tenían que priorizar la pequeña cantidad de sus tropas que pensaban que eran necesarias, lo que inevitablemente no era cultural. Sin embargo, las CA lograron que los dos únicos arqueólogos en asuntos civiles estuvieran en el equipo de la cultura, el Mayor Chris Varhola y el Capitán William Sumner.  Estos dos hombres, sin embargo, al final fueron enviados a otros lugares cuando comenzó el conflicto. Varhola fue necesario para prepararlos para la crisis de los refugiados que nunca llegaron y Sumner fue reasignado para proteger un zoológico después de presionar demasiado a su asesor en temas de antigüedades. Cualquier protección a la cultura, sitios o edificios fue detenida debido a las prioridades de otros asuntos. Esencialmente, nadie que tuviera experiencia arqueológica era imprescindible.
Otra rama del gobierno de los Estados Unidos que tenía interés en la cultura era la Oficina de Asuntos Exteriores (FAO). Desafortunadamente, sólo, se enfocaba en las costumbres y actitudes y no en los yacimientos arqueológico. Algo que se logró fue la creación de una lista sin-daño creada por el Mayor Varhola así como anteriormente lo habían hecho dos arqueólogos antes que él durante la Guerra del Golfo de 1991, que tuvo buenos resultados al salvar las antigüedades del bombardeo.
Una parte del derecho internacional que es importante para este conflicto es la Convención de La Haya (1954) para la Protección de los Bienes Culturales en caso de Conflicto Armado, este tratado internacional establece que las partes en conflicto deben "someterse a prohibir, prevenir y, si es necesario, poner una detención de cualquier forma de robo, saqueo o apropiación indebida, de cualquier acto de vandalismo dirigido contra bienes culturales. "Esta disposición se construyó para las partes realmente en combate dentro de la guerra y no para los civiles dentro de su propio estado. Como se verá en los próximos años, hay excepciones a este tratado y esto hará que estadounidenses disparen contra el Museo Nacional de Irak. 
En otoño de 2002, la planificación de posguerra era improvisada. El asistente adjunto de la Seguridad de Defensa, Joseph Collins, recuerda que algunos componentes militares pasaron más tiempo trabajando en proyectos que terminaron por no ser necesarios, como un plan de crisis de refugiados. Él dice que no puede recordar si hubo incluso un plan de organización para resolver problemas específicos.
El primer esfuerzo conocido de los intereses culturales para contactar a los funcionarios de los Estados Unidos fue en octubre de 2002. Después de una reunión con personas influyentes de la cultura, Houghton envió una carta pidiendo a los departamentos que se comunicaran con las tropas para evitar dañar los monumentos; los soldados debían respetar la integridad de los lugares e, incluso, trabajar rápidamente para que los servicios de antigüedades en Irak volvieran a funcionar. Luego de esto, el Instituto Arqueológico de América (AIA) también envió una carta similar al Pentágono] en diciembre de 2002, solicitando a los gobiernos que tomasen medidas para prevenir el saqueo después de la guerra. Cuando el 2002 llegó a su fin, los medios de comunicación y el gobierno sólo transmitieron lo bueno hecho por las tropas para no destruir el patrimonio cultural, pero no sobre el saqueo hecho por la gente en Irak y el deber de los estadounidenses de proteger las antigüedades.

## Saqueo a gran escala
Cuando se conoció el saqueo del Museo Nacional de Irak, expertos de todo el mundo comenzaron a planificar para solucionar la situación. McGuire Gibson, uno de los principales arqueólogos y expertos en Mesopotamia, explicó a la Oficina de Reconstrucción y Asistencia Humanitaria (ORHA) que los objetos robados en los museos eran solo una pequeña parte de lo que habían encontrado en las excavaciones arqueológicas en todo el país. Sólo se registraron 25 mil de medio millón de sitios. La ORHA no poseía recursos para abordar ese problema. Gibson sugirió el estudio a través de helicópteros para determinar la escala de los lugares saqueados. Para el 24 de abril de 2003, se habían producido saqueos en Umma, Umm al-Hafriyat, Umm al-Aqarib, Bismaya, Larsa y Bad-tibira, la mayoría sin vigilancia. La mayor parte de los saqueos fue por parte de trabajadores y empleados que alguna vez formaron parte de la ahora disuelta Junta Estatal de Antigüedades y Patrimonio. Una tribu local custodiaba el sitio del Patrimonio Mundial de Hatra, aunque otros no habían sido supervisados.
En mayo de 2003, el trabajo internacional comenzó en el museo ya saqueado pero no en otros lugares. El ejército de EE. UU. realizó una redada en mayo en Umma, donde encontraron cientos de trincheras con muchos saqueadores por todo el lugar. El 7 de mayo, la administración de Bush reemplazó al general Jay Garner por L, Paul Bremer, a quien se le otorgó más poder y se le prohibió el empleo a cargo de gobierno a los miembros de alto rango del Partido Baaz y fueron disueltos los restos del ejército iraquí. Por meses no se les pagó ni se les permitió que llevaran armas a los guardias de los yacimientos arqueológico. Ahora, en lugar de tratar con saqueadores civiles, estos guardias desarmados trataban con grandes multitudes de personas armadas.
A fines de mayo de 2003, eran tan evidentes los saqueos que cuando la National Geographic patrocinó un viaje para evaluar los daños hubo un equipo del norte y un equipo del sur para evaluar los daños por tierra después del conflicto y hallaron que los sitios famosos como Babilonia, Hatra, Nimrud y Ur estaban bajo control militar de los Estados Unidos. Los sitios menos conocidos estaban completamente sin vigilancia y los equipos responsables de Asuntos Civiles ni siquiera sabían dónde se encontraban. Todos los lugares que vio el equipo de la National Geographic, excepto uno que estaba protegido por alambre de púas, habían sido devastados.
Gibson formó parte del equipo del norte de la National Geographic y envió un informe al asesor científico de la Casa Blanca, John Marburger. Otros expertos en arqueología tanto en los Estados Unidos como en Reino Unido estaban esperando invitaciones para ir a Irak y ayudar. Después del informe de Gibson, recibieron invitaciones para crear un equipo en Irak.
A principios de julio de 2003, la Unesco reveló que el saqueo todavía estaba ocurriendo en lugares del patrimonio cultural en todo el país. Otros servicios militares, como las tropas japonesas y holandesas, ofrecieron asistencia pero fueron ignorados. El 8 de julio, se estableció una nueva fuerza de guardia de seguridad conocida como el Servicio de Protección de Instalaciones de Irak (FPS) para proteger los lugares en todo el país en cooperación con el ejército de los Estados Unidos. Una semana después, el Departamento de Estado de los Estados Unidos anunció que estaba formando un grupo para ayudar en la reconstrucción del patrimonio cultural de Irak.
Estos anuncios no tuvieron ningún efecto sobre el saqueo y la exportación ilegal de artefactos. McGuire Gibson escribió el 11 de septiembre de 2003 a un geógrafo militar: "La continua destrucción de sitios en todo el sur de Irak y el robo de miles de objetos todos los días, sin un esfuerzo visible por parte de las autoridades de los EE. UU., hace que el tema del comportamiento ético de los museos no tenga sentido. La unidad del Pentágono es capaz de mostrar la ubicación y expansión de la excavación ilegal. ¿Están haciendo eso por lo menos? "

## Secuelas

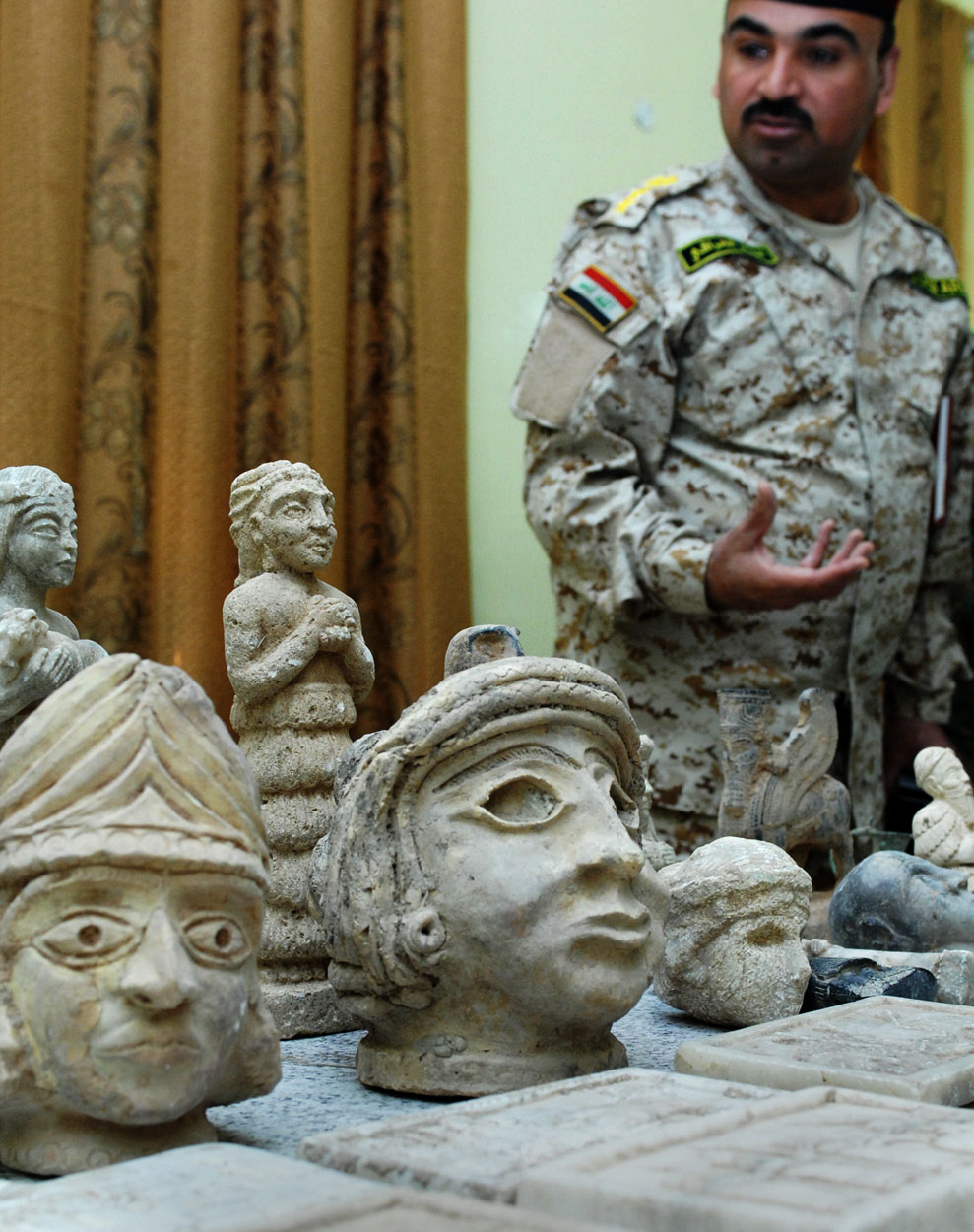
Objetos recuperados en exhibición a finales de 2008

Es imposible descubrir exactamente cuánta destrucción ha ocurrido en los sitios arqueológicos desde la invasión de 2003. En el 2004, los mapas militares de los EE. UU. aún no mostraban los sitios arqueológicos. La arqueóloga Elizabeth Stone pagó imágenes satélitales de los siete mil kilómetros cuadrados en los que Irak tiene muchos lugares históricos conocidos. Contó 1837 nuevos agujeros comparando las imágenes del 2001 al 2002 con las del 2003. Los saqueadores se concentraron en los lugares que tenían los objetos más comerciales. Las estimaciones del número de objetos saqueados del 2003 al 2005 es de 400.000 a 600.000 artículos. Este número es de 30 a 40 veces mayor que el número de objetos robados del museo. Solo en Reino Unido entre 2004 y 2006 se incautaron de 3 a 4 toneladas de objetos saqueados.
Algunos artefactos han sido recuperados por accidente. Un arqueólogo estaba viendo un comercial de decoración del hogar cuando vio una cabeza de piedra de Hatra del segundo siglo colocada sobre el manto del decorador. El mercado negro ilegal de bienes se saturó tanto que los precios en el mercado bajaron después de 2003 según un investigador de antigüedades especializado en tratos ilícitos.
El Instituto Arqueológico de América estima que los ingresos por antigüedades saqueadas está entre $10 y $20 millones anuales. Los grupos terroristas y rebeldes tienen una larga historia sobre el uso de objetos robados para financiar sus operaciones.
A finales de 2003, se habían confiscado 1900 antigüedades iraquíes en países limítrofes: 1450 en Jordania, 36 en Siria, 38 en Kuwait y 18 en Arabia Saudita.
El reservista de la Infantería de Marina, Matthew Boulay, fue testigo de comercio ilícito incluso en las bases militares de los Estados Unidos. Los mercados de pulgas autorizados por los comandantes del campamento incluían un puesto con antigüedades por $20, $40 y hasta $100 cada una. Boulay le preguntó a Gibson y éste le dijo que esos artefactos no eran imitaciones. Gibson le pidió a Boulay que le pidiera al comandante de la base que detuviera esas ventas. Cuando Boulay le informó al comandante de su pelotón, recibió una orden de "cesar y desistir" que prohibía más correos electrónicos sobre el tema a cualquier persona.
Otros institutos de Estados Unidos y de todo el mundo han contribuido a proteger los sitios en Irak, pero esto todavía no es suficiente. Los Estados Unidos comenzaron a enseñar al personal militar que se dirigía a Irak la importancia del patrimonio cultural y la preservación del sitio, pero no cómo detener el saqueo de civiles. Donny George, que era empleado del Museo Nacional de Irak, fue nombrado Director de Museos en 2004, y en el verano de 2006, una fuerza de 1.400 guardias estaba situada en sitios de todo el país.

## Lugares afectados
- Adab: una ciudad antigua plagada de cientos de saqueadores.
- Babilonia: vio la construcción de "un campamento de 150 hectáreas para 2.000 soldados. En el proceso, el pavimento de ladrillos de 2.500 años de antigüedad hasta la puerta de Ishtar fue destruido por tanques y la propia puerta dañada. El subsuelo rico en arqueología fue demolido para ser llenado de bolsas de arena y grandes áreas cubiertas de piedra compacta para helipuertos y aparcamientos. Babilonia se está convirtiendo en un lugar arqueológico estéril".[55][56]
- Hatra: los saqueadores con herramientas de corte de piedra han robado elementos de frisos y relieves directamente de la arquitectura antigua.
- Isin: más de doscientos pozos saqueados alrededor del antiguo Templo de Gula; ahí se han sustraído incontables artefactos que incluyen innumerables tablas cuneiformes, sellos cilíndricos, y tablas votivas, que podrían venderse hasta por $30.000.
- Nimrud: hogar del palacio de Assurnasirpal II y descrito en el Antiguo Testamento como la "principal ciudad" de Asiria, Nimrud es uno de los pocos sitios que está protegido militarmente. Sin embargo, semanas antes de la llegada de los guardias estadounidenses al sitio, los saqueadores ya habían atacado los frisos y las estatuas con herramientas de corte de piedra, robado imágenes que pertenecían a Nimrud, y los posibles compradores han siendo estafados. Todo indica que los pocos saqueadores que lograron ingresar al sitio a pesar de su protección sabían exactamente lo que estaban buscando, dónde encontrarlo y cómo obtenerlo. Al igual que muchos saqueadores en Irak y en el mundo, han sido probablemente contratados para obtener imágenes específicas; diferenciándolos de aquellos saqueadores que desentierran y venden lo que pueden encontrar.
- Nínive: uno de los sitios más investigados, los expertos han tenido poca dificultad para identificar los objetos robados de Nínive. El sitio fue saqueado y dañado severamente después de la primera Guerra del Golfo, y fragmentos de sus frisos originales han aparecido en los mercados de arte europeos y estadounidenses.
- Nippur: en el gran ziggurat han sido saqueados sólo tres pozos principales, que han sido los primeros en cuarenta años de excavación y búsqueda valiosa.
- Umma: los saqueadores descendieron sobre el sitio tan pronto como comenzó el bombardeo de la Coalición; el sitio ahora está lleno de cientos de zanjas y fosas. Cuando los arqueólogos "trataron de remover las tallas vulnerables de la antigua ciudad de Umma a Bagdad, encontraron bandas de saqueadores en su lugar con bulldozers, camiones de volteo y AK47".[1]
- Ur: uno de los pocos sitios protegidos con presencia militar estadounidense. Según Simon Jenkins, "sus paredes están marcadas con metralla de guerra y se está construyendo una caseta sobre un sitio arqueológico adyacente".[2]